# Răucești
Răucești is een Roemeense gemeente in het district Neamț.
Răucești telt 8611 inwoners.